# Operacija Vlaštica
Operacija Vlaštica je bila jedna od najvažnijih operacija hrvatskih snaga na Južnom frontu, a cilj joj je bio zauzimanje 915 metara visoke kote i odbijanje neprijatelja što dalje od Dubrovnika, a u svrhu sprečavanja kontinuisanog granatiranja civilnih ciljeva. Gubitkom Vlaštice srpske snage su gubile izvidničku kotu za indirektno granatiranje. Operacija je pomno planirana duže vrijeme. Izvidnici Četvrte gardijske i 163. dubrovačke brigade tri mjeseca su izviđali teren i tražili najprohodnije pravce dejstava. Izlazak na vrh Vlaštice je bio izuzetno težak zbog kamenjara i teško prohodnog terena, ali su izvidnici dobro obavili svoj posao pa je akcija mogla da krene.
U ratu 1990-ih, za vrijeme blokade Dubrovnika, Vlaštica je dugo vremena bila snažno srpsko uporište. Sa nje su pripadnici trupa JNA i potom Vojske Republike Srpske vršili navođenje artiljerijske vatre na civilne ciljeve u Dubrovniku i okolini. 26. oktobra 1992. zauzele su je hrvatske snage.
Plan akcije je bio da se 3. bojna 4. gardijske brigade penje zapadnom padinom Vlaštice na njen sami vrh, jedna četa 2. pješadijske bojne 163. brigade HV južnom padinom na Ilijin vrh, a jedna četa 1. pješačke bojne 163. brigade jugoistočnom padinom do male, ali značajne kote Buvavac. Podršku pješadiji na svim pravcima dejstava je pružala artiljerija Hrvatske vojske.
Akcija je krenula u 05:00 sati 22. oktobra 1992. godine žestokom artiljerijskom paljbom po srpskim artiljerijskim položajima. Tri trupe koje su učestvovale u operaciji Vlaštica su krenule sa svojih polaznih položaja istovremeno. Uprkos izrazito teškom i gotovo neprohodnom terenu te velikom usponu, jakim, dobro naoružanim srpskim snagama na samim vrhovima i njihovim neprestanim artiljerijskim dejstvima po trupama Hrvatske vojske, do kasnih popodnevnih sati 26. oktobra trupe Hrvatske vojske su potpuno ovladale Vlašticom, Ilijinim vrhom i Buvavcem.
Daljnji tok operacije Vlaštica je bio izbijanje na potez Srnjak–Orah–Bobovište–kota Gradina, što je Hrvatska vojska uspješno obavila. Nakon operacije trupe 163. brigade HV su na dostignutim položajima prešle u aktivnu odbranu i tu ostale do januara 1996. godine, kad su ih na tim položajima zamijenile trupe Hrvatskog vijeća odbrane.